# 加芙列拉·纪廉
加芙列拉·纪廉·阿尔瓦雷斯（西班牙語：Gabriela Guillén Álvarez；1992年3月1日—），哥斯达黎加女子足球运动员，司职后卫，目前效力于达拉斯特里尼蒂足球俱乐部和哥斯达黎加国家女子足球队。她曾代表哥斯达黎加参加2022年中北美洲及加勒比海女子足球锦标赛和2023年国际足联女子世界杯等多场国际赛事。